# Lista de singles número um na Billboard Hot 100 em 2018
A seguir se segue a lista dos singles que alcançaram a primeira posição da Billboard Hot 100 em 2018. A Hot 100 é uma tabela musical norte-americana publicada semanalmente pela revista Billboard. Os dados usados para cada publicação são recolhidos pelos serviços Nielsen SoundScan com base em vendas físicas e digitais de cada canção, e ainda popularidade nas principais estações de rádio do país, streaming nos serviços online e número de transmissões do respectivo vídeo musical no YouTube. Começando com as edições de 2018, plataformas mantidas por anúncios como o YouTube refletem menos nos cálculos do que serviços mantidos por assinaturas pagas, como o Spotify e Apple Music. A Billboard geralmente faz a publicação da tabela musical com uma diferença entre 4 a 10 dias de antecedência. Todavia, a edição de 3 de janeiro foi excepcionalmente publicada fora deste período pois a revista estava alterando a data de atualização de suas tabelas musicais. Em 2018, onze canções alcançaram o topo da tabela musical pela primeira vez. Um décimo segundo, "Perfect", de Ed Sheeran com ou sem Beyoncé, iniciou a sua corrida no topo em 2017 e foi, portanto, excluído.

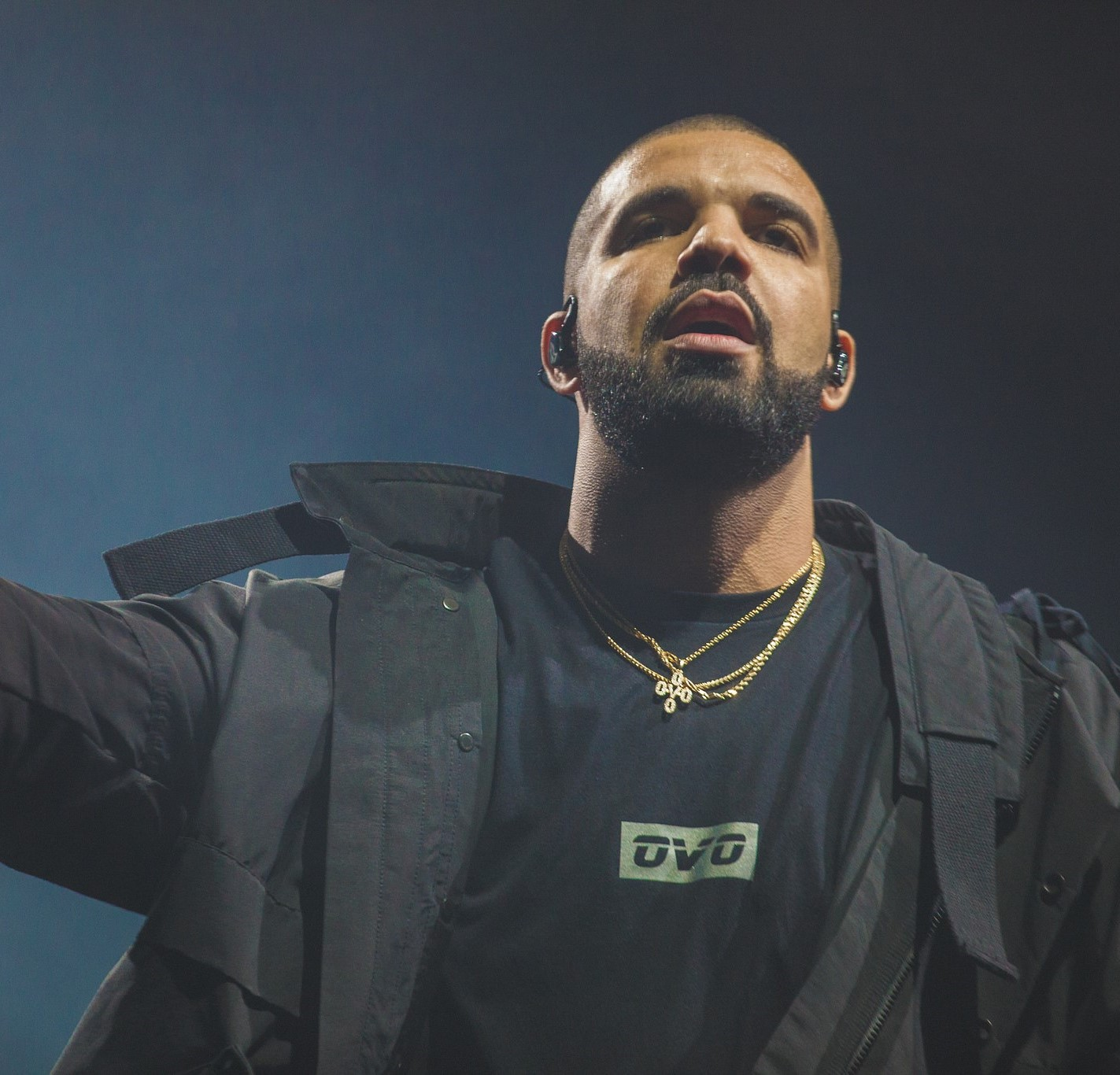
O artista canadiano Drake foi o grande destaque de 2018, tendo posicionado três canções no topo da tabela, das quais duas estrearam na posição e ainda se substituíram. Totalizando 29 semanas, foi o artista que por mais tempo ocupou o cume da Hot 100 e teve o single mais bem sucedido do ano, que quebrou o recorde de maior quantidade de streaming semanal por uma canção.

Nove artistas conseguiram posicionar um tema na primeira posição da Hot 100 pela primeira vez, quer como artistas principais ou convidados. Eles são: Camila Cabello, Young Thug, Childish Gambino, Ty Dolla Sign, XXXTentacion, Bad Bunny, J Balvin, Ariana Grande e Travis Scott. "Havana", de Cabello com participação de Young Thug, levou 23 semanas para alcançar o cume da tabela, igualando assim o recorde de ascensão mais lenta ao topo por uma artista feminina, estabelecido pela cantora australiana Sia com o tema "Cheap Thrills" em 2016 e Patti Austin com "Baby, Come to Me" em 1982. Ademais, Cabello tornou-se na terceira artista de sempre a ocupar o primeiro posto da tabela oficial de singles e álbuns em simultâneo com um trabalho de estreia, após Britney Spears em 1999 e Beyoncé em 2003.
"God's Plan", do músico canadiano Drake, foi a 29.ª canção a estrear na primeira colocação da Hot 100 e a primeira do artista. Permanecendo na posição por onze semanas consecutivas, das quais alcançou mais de 100 milhões de streaming nas primeiras cinco, foi o trabalho mais bem sucedido do ano, o que por mais tempo ocupou o topo, e ainda o primeiro de sempre a ocupar o topo nas suas primeiras onze semanas na tabela desde "One Sweet Day", de Mariah Carey e Boyz II Men, em 1996. Ao ser removida do topo por "Nice for What", que também é de sua autoria e estreou no topo, Drake tornou-se no décimo terceiro artista de sempre a se substituir no topo e no primeiro a conseguir esse feito com duas estreias. Totalizando oito semanas não consecutivas no primeiro posto, "Nice for What" marcou a primeira vez que um single atingiu o número em quatro corridas. "Nice for What" foi removida do topo por "In My Feelings", também de Drake, que permaneceu no cume por dez semanas consecutivas, tendo quebrado o recorde de maior quantidade de streaming semanal na sua segunda semana: 116.2 milhões. Com 29 semanas, Drake foi o artista que por mais tempo ocupou a primeira colocação da tabela. Além de Drake, Gambino e Grande também conseguiram estrear um single na primeira posição da tabela: "This Is America" e "Thank U, Next". O primeiro fez de Gambino o segundo vencedor de um prémio Emmy a conquistar a primeira colocação da Hot 100, o primeiro sendo Justin Timberlake; o último foi o primeiro por uma artista feminina a solo a alcançar o cume desde "Bodak Yellow" de Cardi B em 2017 e a primeira por uma artista feminina a estrear no topo desde "Hello" de Adele em 2016. Na sua quinta semana no topo, "Thank U, Next" quebrou o recorde de maior quantidade semanal de streaming de um tema de uma artista feminina: 93.8 milhões. Com quatro estreias no topo, 2018 empatou com 1995 como o ano com o maior número de estreias no topo.
Após a morte de XXXTentacion — o intérprete — em Junho, "Sad!" saltou da posição 52 para a primeira, tornando-se no oitavo single em geral a atingir o topo após a morte do seu intérprete e o primeiro desde 2008, quando "Lollipop" alcançou o topo depois da morte de Static Major, que fez uma participação na canção. Com "I Like It", Cardi B tornou-se na primeira rapper feminina a posicionar um tema na primeira posição da Hot 100 pela segunda vez. Este recorde foi estendido quando "Girls Like You", de Maroon 5 com participação de Cardi B, alcançou também a posição máxima da tabela, fazendo dela a rapper feminina com a maior quantidade de números uns. "Girls Like You" também fez dos Maroon 5 o duo ou banda com a maior quantidade de números uns nas décadas de 2000 e 2010 e foi a primeira canção pop a alcançar o primeiro posto após uma dominação rap de 34 semanas consecutivas.

## Histórico

Em 2018 Cardi B converteu-se na rapper feminina com a maior quantidade de números uns.

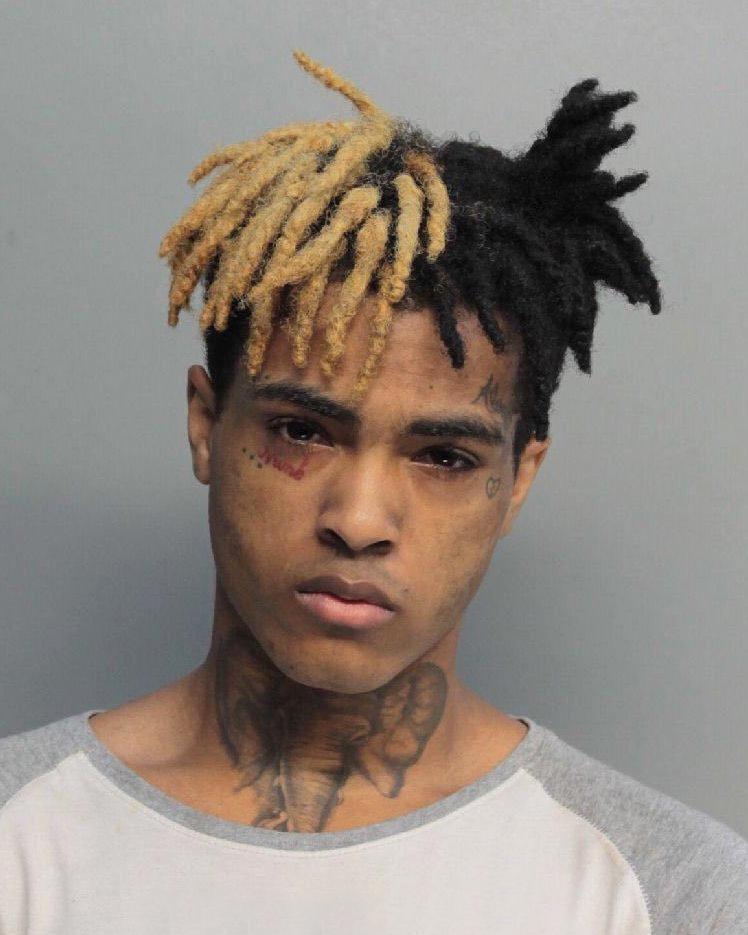
Além de ter saltado da posição 52 para a primeira, "Sad!", do rapper XXXTentacion, tornou-se no oitavo single em geral a atingir o topo da Hot 100 após a morte do seu intérprete e o primeiro desde 2008.

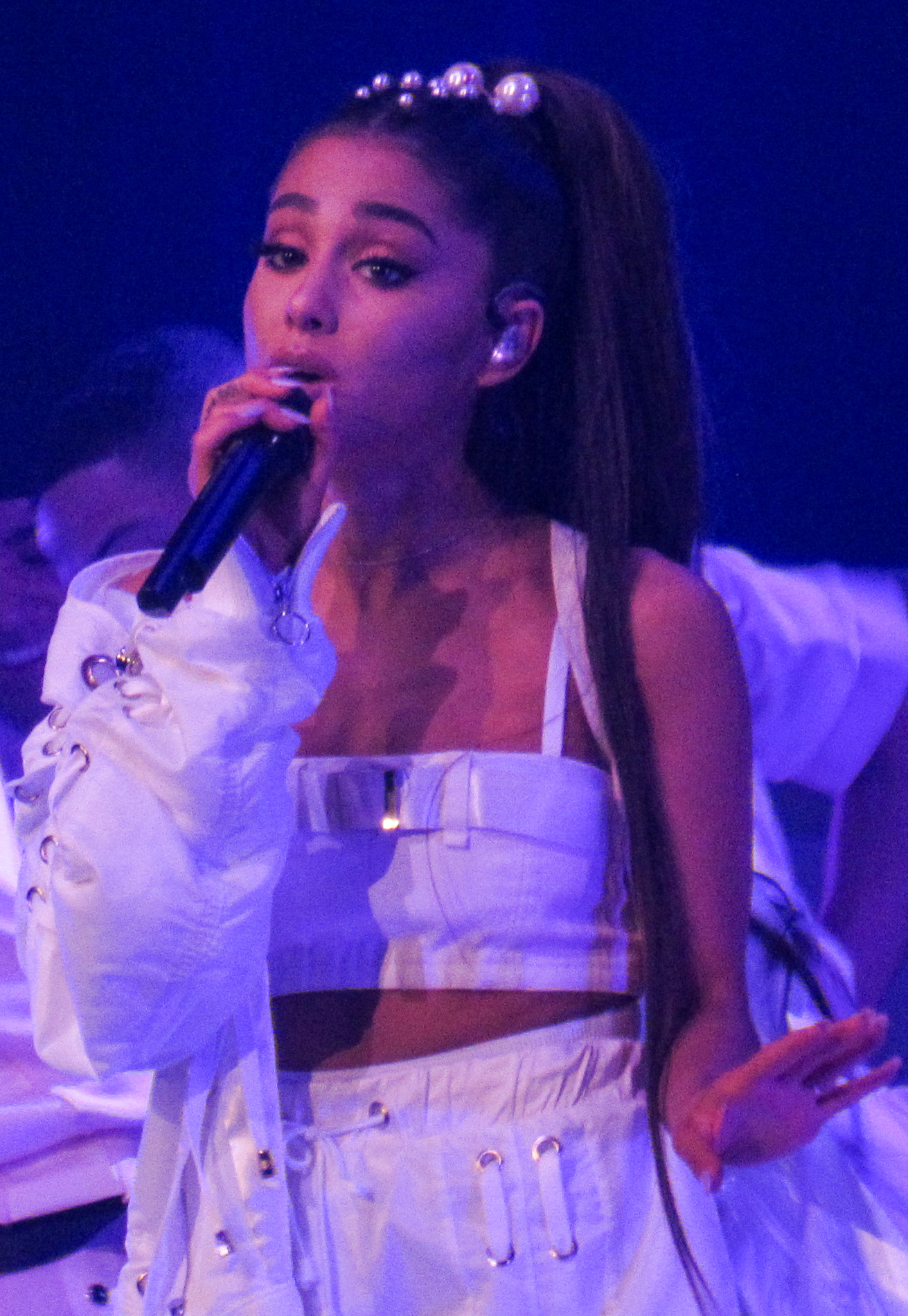
"Thank U, Next" marcou a primeira vez da cantora Ariana Grande a alcançar a primeira colocação da tabela musical e quebrou o recorde de maior quantidade de streaming semanal por uma canção de uma artista feminina.

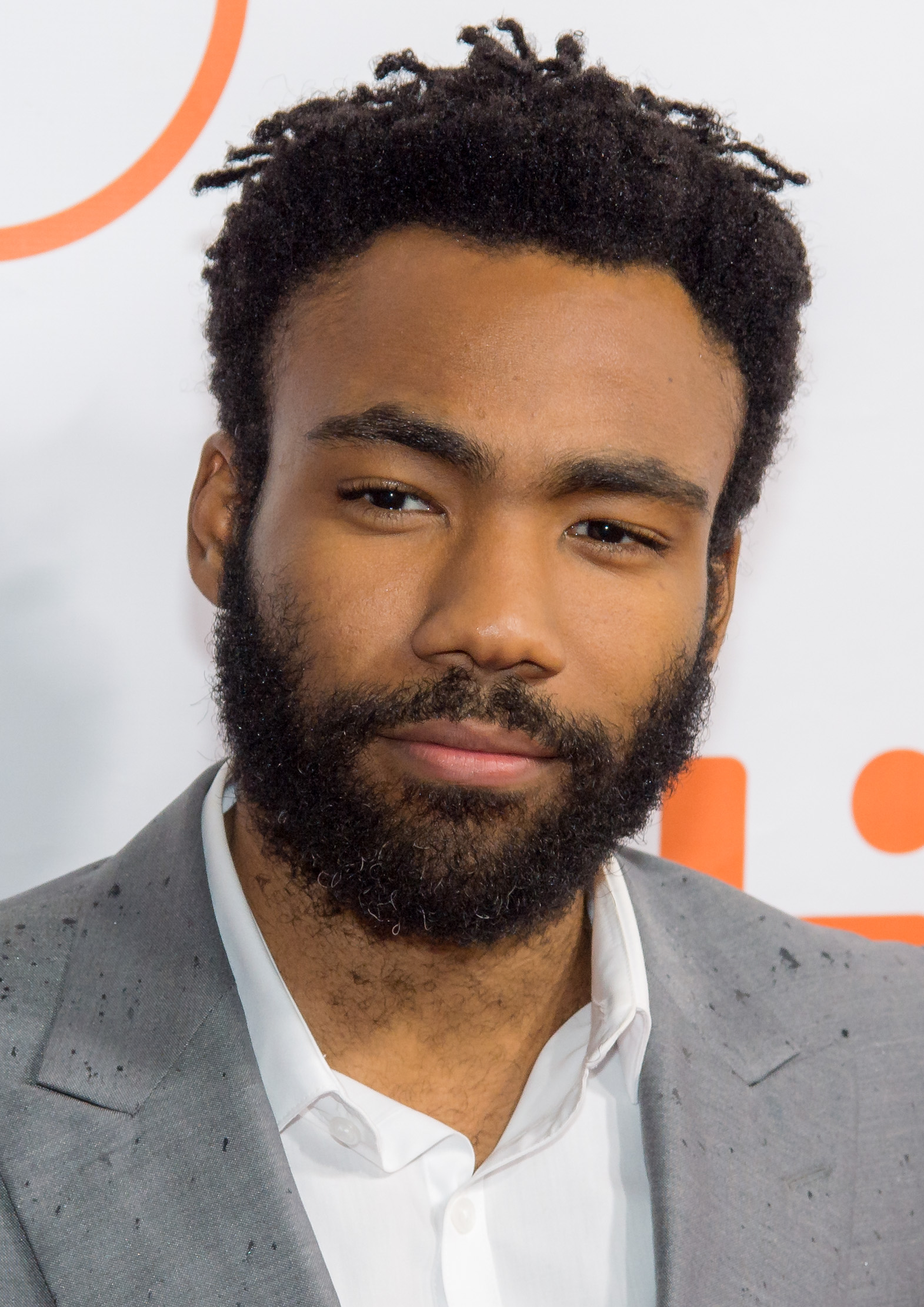
"This Is America" garantiu ao rapper Childish Gambino o seu primeiro número um e fez dele o segundo vencedor de um prémio Emmy a conquistar a primeira colocação da Hot 100.

|  | Denota o single com o melhor desempenho do ano. |

| Data            | Canção            | Artista(s)                                    | Ref.   |
| --------------- | ----------------- | --------------------------------------------- | ------ |
| 3 de janeiro    | "Perfect"         | Ed Sheeran e Beyoncé                          | [ 16 ] |
| 6 de janeiro    | "Perfect"         | Ed Sheeran e Beyoncé                          | [ 17 ] |
| 13 de janeiro   | "Perfect"         | Ed Sheeran e Beyoncé                          | [ 18 ] |
| 20 de janeiro   | "Perfect"         | Ed Sheeran                                    | [ 19 ] |
| 27 de janeiro   | "Havana"          | Camila Cabello com participação de Young Thug | [ 5 ]  |
| 3 de fevereiro  | "God's Plan"      | Drake                                         | [ 20 ] |
| 10 de fevereiro | "God's Plan"      | Drake                                         | [ 21 ] |
| 17 de fevereiro | "God's Plan"      | Drake                                         | [ 22 ] |
| 24 de fevereiro | "God's Plan"      | Drake                                         | [ 23 ] |
| 3 de março      | "God's Plan"      | Drake                                         | [ 6 ]  |
| 10 de março     | "God's Plan"      | Drake                                         | [ 24 ] |
| 17 de março     | "God's Plan"      | Drake                                         | [ 25 ] |
| 24 de março     | "God's Plan"      | Drake                                         | [ 26 ] |
| 31 de março     | "God's Plan"      | Drake                                         | [ 27 ] |
| 7 de abril      | "God's Plan"      | Drake                                         | [ 28 ] |
| 14 de abril     | "God's Plan"      | Drake                                         | [ 7 ]  |
| 21 de abril     | "Nice for What"   | Drake                                         | [ 29 ] |
| 28 de abril     | "Nice for What"   | Drake                                         | [ 30 ] |
| 5 de maio       | "Nice for What"   | Drake                                         | [ 31 ] |
| 12 de maio      | "Nice for What"   | Drake                                         | [ 10 ] |
| 19 de maio      | "This Is America" | Childish Gambino                              | [ 32 ] |
| 26 de maio      | "This Is America" | Childish Gambino                              | [ 33 ] |
| 2 de junho      | "Nice for What"   | Drake                                         | [ 34 ] |
| 9 de junho      | "Nice for What"   | Drake                                         | [ 35 ] |
| 16 de junho     | "Psycho"          | Post Malone com participação de Ty Dolla Sign | [ 36 ] |
| 23 de junho     | "Nice for What"   | Drake                                         | [ 37 ] |
| 30 de junho     | "Sad!"            | XXXTentacion                                  | [ 13 ] |
| 7 de julho      | "I Like It"       | Cardi B, Bad Bunny e J Balvin                 | [ 14 ] |
| 14 de julho     | "Nice for What"   | Drake                                         | [ 8 ]  |
| 21 de julho     | "In My Feelings"  | Drake                                         | [ 38 ] |
| 28 de julho     | "In My Feelings"  | Drake                                         | [ 9 ]  |
| 4 de agosto     | "In My Feelings"  | Drake                                         | [ 39 ] |
| 11 de agosto    | "In My Feelings"  | Drake                                         | [ 40 ] |
| 18 de agosto    | "In My Feelings"  | Drake                                         | [ 41 ] |
| 25 de agosto    | "In My Feelings"  | Drake                                         | [ 42 ] |
| 1 de setembro   | "In My Feelings"  | Drake                                         | [ 43 ] |
| 8 de setembro   | "In My Feelings"  | Drake                                         | [ 44 ] |
| 15 de setembro  | "In My Feelings"  | Drake                                         | [ 45 ] |
| 22 de setembro  | "In My Feelings"  | Drake                                         | [ 46 ] |
| 29 de setembro  | "Girls Like You"  | Maroon 5 com participação de Cardi B          | [ 15 ] |
| 5 de outubro    | "Girls Like You"  | Maroon 5 com participação de Cardi B          | [ 47 ] |
| 13 de outubro   | "Girls Like You"  | Maroon 5 com participação de Cardi B          | [ 48 ] |
| 20 de outubro   | "Girls Like You"  | Maroon 5 com participação de Cardi B          | [ 49 ] |
| 27 de outubro   | "Girls Like You"  | Maroon 5 com participação de Cardi B          | [ 50 ] |
| 3 de novembro   | "Girls Like You"  | Maroon 5 com participação de Cardi B          | [ 51 ] |
| 10 de novembro  | "Girls Like You"  | Maroon 5 com participação de Cardi B          | [ 52 ] |
| 17 de novembro  | "Thank U, Next"   | Ariana Grande                                 | [ 53 ] |
| 24 de novembro  | "Thank U, Next"   | Ariana Grande                                 | [ 54 ] |
| 1º de dezembro  | "Thank U, Next"   | Ariana Grande                                 | [ 55 ] |
| 8 de dezembro   | "Sicko Mode"      | Travis Scott                                  | [ 56 ] |
| 15 de dezembro  | "Thank U, Next"   | Ariana Grande                                 | [ 57 ] |
| 22 de dezembro  | "Thank U, Next"   | Ariana Grande                                 | [ 12 ] |
| 29 de dezembro  | "Thank U, Next"   | Ariana Grande                                 | [ 58 ] |

1. ↑  A partir desta atualização, a Billboard passou a creditar somente a versão solo no desempenho do single.[19]